# Segona divisió espanyola de futbol 1929-1930
Resum de l'activitat de la temporada 1929-1930 de la Segona divisió espanyola de futbol.

## Clubs participants
| Equip                            | Ciutat     | Estadi           |
| -------------------------------- | ---------- | ---------------- |
| Club Deportivo Alavés            | Vitòria    | Mendizorrotza    |
| Real Sporting de Gijón           | Gijón      | El Molinón       |
| Iberia Sport Club                | Saragossa  | Torrero          |
| Sevilla Football Club            | Sevilla    | Nervión          |
| Real Oviedo Football Club        | Oviedo     | Teatinos         |
| València Football Club           | València   | Mestalla         |
| Real Club Deportivo de La Coruña | La Corunya | Riazor           |
| Real Murcia Football Club        | Múrcia     | La Condomina     |
| Real Betis Balompié              | Sevilla    | Patronato Obrero |
| Cultural y Deportiva Leonesa     | Lleó       | Camp de Guzmán   |

## Classificació
| Pos | Equip                  | PJ | PG | PE | PP | GF | GC | DG  | Pts | Promoció o descens        |
| --- | ---------------------- | -- | -- | -- | -- | -- | -- | --- | --- | ------------------------- |
| 1   | Deportivo Alavés       | 18 | 9  | 4  | 5  | 44 | 19 | +25 | 22  | Ascens a Primera Divisió  |
| 2   | Sporting de Gijón      | 18 | 9  | 3  | 6  | 29 | 28 | +1  | 21  |                           |
| 3   | Iberia SC              | 18 | 6  | 9  | 3  | 26 | 22 | +4  | 21  |                           |
| 4   | Sevilla FC             | 18 | 9  | 2  | 7  | 41 | 26 | +15 | 20  |                           |
| 5   | Real Oviedo FC         | 18 | 8  | 2  | 8  | 37 | 44 | −7  | 18  |                           |
| 6   | València FC            | 18 | 7  | 4  | 7  | 40 | 43 | −3  | 18  |                           |
| 7   | Deportivo de La Coruña | 18 | 6  | 5  | 7  | 33 | 37 | −4  | 17  |                           |
| 8   | Reial Múrcia CF        | 18 | 6  | 3  | 9  | 40 | 50 | −10 | 15  |                           |
| 9   | Reial Betis            | 18 | 6  | 2  | 10 | 29 | 39 | −10 | 14  |                           |
| 10  | Cultural Leonesa       | 18 | 5  | 4  | 9  | 30 | 41 | −11 | 14  | Descens a Tercera Divisió |

## Resultats
| Casa \ Fora                  | ALA | BET | CDL | DEP | IBE | MUR | OVI | SEV | SPO | VAL |
| ---------------------------- | --- | --- | --- | --- | --- | --- | --- | --- | --- | --- |
| Deportivo Alavés             |     | 2–0 | 5–0 | 5–1 | 0–0 | 5–0 | 6–0 | 5–0 | 3–1 | 4–1 |
| Betis Balompié               | 3–2 |     | 2–1 | 3–1 | 1–1 | 2–1 | 5–2 | 0–2 | 2–4 | 5–2 |
| Cultural y Deportiva Leonesa | 1–1 | 2–2 |     | 2–2 | 0–1 | 4–0 | 3–1 | 2–0 | 4–0 | 0–3 |
| Deportivo de La Coruña       | 4–0 | 1–0 | 4–3 |     | 3–0 | 3–4 | 4–1 | 0–0 | 0–0 | 3–1 |
| Iberia SC                    | 1–0 | 4–1 | 2–2 | 0–0 |     | 2–0 | 4–1 | 2–2 | 0–0 | 3–3 |
| Reial Múrcia CF              | 2–2 | 4–0 | 3–4 | 6–2 | 1–1 |     | 4–4 | 2–1 | 3–0 | 4–6 |
| Reial Oviedo                 | 0–1 | 4–1 | 3–0 | 2–1 | 2–2 | 1–3 |     | 3–2 | 2–1 | 5–0 |
| Sevilla FC                   | 2–1 | 2–0 | 6–1 | 4–1 | 1–2 | 6–1 | 4–0 |     | 2–0 | 4–0 |
| Sporting de Gijón            | 2–1 | 2–1 | 3–0 | 4–1 | 2–0 | 3–2 | 1–3 | 2–1 |     | 2–1 |
| València FC                  | 1–1 | 2–1 | 3–1 | 2–2 | 3–1 | 4–0 | 2–3 | 4–2 | 2–2 |     |

## Resultats finals
- Campió: Deportivo Alavés.
- Ascens a Primera divisió: Deportivo Alavés.
- Descens a Segona divisió: Athletic Madrid.
- Ascens a Segona divisió: CE Castelló.
- Descens a Tercera divisió: Cultural y Deportiva Leonesa.